# Ибрагимов, Явар Азиз оглы
Явар Азиз оглы Ибрагимов (азерб. Yavər Əziz oğlu İbrahimov; дата и место рождения неизвестны) — советский азербайджанский слесарь, лауреат государственной премии СССР (1987). 

## Биография
Родился в Азербайджанской ССР.
Трудился бригадиром слесарей по механомонтажным работам завода «Бакэлектробытприбор». Благодаря организаторским способностям и мастерским владением технологии производства Ибрагимова бригада под его руководством достигала высоких результатов при выполнении производственных заданий, была значительно увеличена производительность труда в коллективе. За счет правильной организации работы бригада за короткое время стала выпускать за смену 90 холодильников вместо прежних 50, бригаде первой было доверено производство новых холодильников «Чинар-7М». С ноября 1987 года коллектив бригады одним из первых перешел на систему хозрасчёта.
Постановлением ЦК КПСС и Совета Министров СССР от 7 ноября 1987 года, за большой личный вклад в увеличение производства и повышение качества животноводческой продукции Ибрагимову Явару Азиз оглы присуждена Государственная премия СССР.